# Lưu Bội Kỳ
Lưu Bội Kỳ là nam diễn viên hạng nhất Trung Quốc. Ông được biết đến với vai diễn trong phim điện ảnh Những ngày rời xa Lôi Phong năm 1997, Cây vĩ cầm vàng năm 2001 và phim truyền hình Đại trạch môn năm 2001. Ông từng giành được nhiều giải thưởng như Nam diễn viên chính xuất sắc nhất trong giải Kim Kê của Điện ảnh Trung Quốc.

## Sự nghiệp
Lưu Bội Kỳ ban đầu là một vũ công, nhưng sau đó chuyển sang đóng kịch, năm 1979, ông được nhận vào Học viện Nghệ thuật PLA và trở thành đội trưởng.
Sau khi tốt nghiệp nghệ thuật quân sự năm 1983, ông được bổ nhiệm vào Đoàn văn nghệ Quân khu Tân Cương, hai năm sau, ông trở lại Bắc Kinh và bắt đầu lấn sân sang lĩnh vực điện ảnh. Vào cuối năm 1996, sau khi bộ phim "Những ngày rời xa Lôi Phong" được công chiếu, nó đã lập kỷ lục về doanh thu phòng vé cao nhất trong năm, và Lưu Bội Kỳ cũng đã giành được sự nổi tiếng lớn và nhiều giải thưởng.
Năm 1994, Lưu Bội Kỳ giành được 4 giải thưởng tại Liên hoan phim quốc tế Lorcano với bộ phim Nhị Mô (二嫫). Năm 1996, ông được chuyển đến Nhà hát Thể nghiệm Trung ương (Nhà hát Quốc gia Trung Quốc), được phong Diễn viên hạng nhất quốc gia.
Năm 2000, ông tham gia bộ phim truyền hình Đại trạch môn với vai cậu ba Bạch Dĩnh Vũ, vai phản diện đầu tiên của ông.

## Tác phẩm

### Điện ảnh
| Năm  | Phim                                            | Vai diễn             | Ghi chú |
| ---- | ----------------------------------------------- | -------------------- | ------- |
| 1986 | Ca và con                                       | Thuận Tử             |         |
| 1987 | Nhị tử khai điếm 二子开店                       |                      |         |
| 1987 | Tuổi trẻ không hối tiếc 青春无悔                |                      |         |
| 1988 | Tìm kiếm ma quỷ 寻找魔鬼                        |                      |         |
| 1991 | Thái Sơn ân cừu 泰山恩仇                        | Nghiêm Tây Bưu       |         |
| 1991 | Thu Cúc đi kiện                                 | Vạn Khánh Lai        |         |
| 1991 | Cuộc phiêu lưu mùa hè 夏日历险                  | Lão Cố               |         |
| 1993 | Nhị Mô                                          | Hạt tử / 瞎子        |         |
| 1996 | Ngày rời Lôi Phong                              | Kiều An Sơn          |         |
| 1997 | Bầu trời sao của Lãng Lãng 朗朗的星空           |                      |         |
| 1997 | 下辈子还做母子                                  | Giang Hải Sinh       |         |
| 1998 | Tư Mã Độn                                       |                      |         |
| 1999 | Tây Dương kính 西洋镜                           |                      |         |
| 2001 | Cây vĩ cầm vàng                                 | Lưu Thành            |         |
| 2001 | Truyền thuyết làng Bán Uyển 半碗村传奇          | Thầy giáo Từ         |         |
| 2003 | Quá muộn để yêu em 来不及爱你                   | Lưu Kiến Thiết       |         |
| 2004 | Cô gái Mặc Nhiên 少女穆然                       | Bố của Mặc Nhiên     |         |
| 2007 | 5 viên đạn 5颗子弹                              | Lão Mã cai ngục      |         |
| 2010 | 大太阳 Mặt Trời lớn                             | Thạch Đại Xuyên      |         |
| 2011 | Cây kèn của tôi 我的军号                        | Lưu Quang Thuận      |         |
| 2011 | Kiến Đảng Vĩ Nghiệp 建党伟业                    | Nhà văn Cô Hồng Minh |         |
| 2012 | Chủ tịch công đoàn của chúng tôi 咱们的工会主席 | Văn Nguyên           |         |
| 2012 | Cây đứng trong mưa 雨中的树                     | Trình Thế Tân        |         |
| 2013 | Câu chuyện cảnh sát 2013                        | Cục trưởng Trương    |         |
| 2014 | Trở về 归来                                     | A Lưu                | [ 4 ]   |
| 2017 | Vua Thượng Hải                                  | Thủ bị Tống          |         |
| 2017 | Long chi chiến 龙之战                           | Phùng Tử Tài         |         |
| 2017 | Yêu miêu truyện 妖猫传                          | Hoàng Hạc            |         |
| 2019 | Chắc chắn giống anh 一切如你                    |                      |         |
| 2019 | Dân cảnh công lược 民警攻略                     |                      |         |
| 2021 | 1921                                            | Kha Thiệu Văn        |         |
| 2021 | Tú Thủy Ương Ương 秀水泱泱                      |                      |         |
| 2022 | Sách trời 天之书                                |                      |         |

### Truyền hình
| Năm  | Phim                                                          | Vai diễn                        | Ghi chú                      |
| ---- | ------------------------------------------------------------- | ------------------------------- | ---------------------------- |
| 1988 | Thiên đường đã mất 失乐园                                     | Đông Tuấn                       |                              |
| 1989 | Ly hôn 离婚                                                   |                                 |                              |
| 1990 | Vũ Sinh thái đấu 武生泰斗                                     | Tam Lợi                         |                              |
| 1992 | Chủ hộ trường Lý Tam Quý 男户长李三贵                         |                                 |                              |
| 1992 | Kỷ Hiểu Lam                                                   | Kỷ Hiểu Lam                     |                              |
| 1993 | Gia đình Tiểu Song 小爽的一家                                 |                                 |                              |
| 1994 | Thung lũng Sanh Tiếu 生肖谷                                   |                                 |                              |
| 1994 | Mối tình khó quên 难忘的那片情                                |                                 |                              |
| 1995 | Vô hối truy tung 无悔追踪                                     | Tiêu Đại Lực                    |                              |
| 1995 | Tiêu cục Bắc Kinh 京城镖局                                    |                                 |                              |
| 1998 | Trịnh Bản Kiều ngoại truyện 郑板桥外传                        | Trịnh Bản Kiều                  |                              |
| 1998 | Đại pháp quan 大法官                                          |                                 |                              |
| 1999 | 青春出动 Tuổi trẻ hành động                                   | Hoàng Chí Quốc                  |                              |
| 1999 | 最高利益 Lợi ích tối cao                                      | Thượng Văn Chí 尚文志           |                              |
| 2000 | Đại trạch môn                                                 | Bạch Dĩnh Vuz                   |                              |
| 2000 | Khai tâm tựu hảo 开心就好                                     | Vu Hạo Sinh                     |                              |
| 2001 | Thiếu niên Hoàng Phi Hồng                                     | Chủ quản                        |                              |
| 2001 | Khích tình niên đại 激情年代                                  | Tần Hán Dân                     |                              |
| 2001 | Để tình theo gió 让爱随风                                     | Lưu Văn Đại                     |                              |
| 2001 | Pavel Korchagin của Trung Quốc : Ngô Vận Đạc 中国保尔：吴运铎 |                                 |                              |
| 2002 | Điêu mãng công chúa Tiêu diêu vương 刁蛮公主逍遥王            | Quái y Hoa Hùng                 |                              |
| 2002 | Bầu trời tuổi 18 十八岁的天空                                 | Chú Tề                          |                              |
| 2002 | Đề tiếu nhân gian 啼笑因缘                                    | Thẩm Tam Huyền                  |                              |
| 2002 | Mẫu nữ tình thù 母女情仇                                      |                                 |                              |
| 2002 | Đoàn viên hai nhà 团圆两家亲                                  | Chủ nhà hàng bánh bao           |                              |
| 2003 | Trung Quốc cố sự 中国故事                                     | Lão Lý                          |                              |
| 2003 | Sống với tình yêu 与爱同生                                    | Hác Liên Đức                    |                              |
| 2003 | Mẫu thân hoạt hồ chân hảo 母亲活着真好                        | Văn Trung Hòa                   |                              |
| 2003 | Quốc sắc thiên kiêu 国色天骄                                  |                                 |                              |
| 2003 | Cưỡng chế 强制执行                                            | Bạch Thiên                      |                              |
| 2003 | Bốn thiếu gia ở kinh thành                                    | Đồng Thiện                      |                              |
| 2003 | Cây vĩ cầm vàng                                               | Lưu Thành                       | chuyển thể từ bản điện ảnh   |
| 2003 | Đại Mã bang 大马帮                                            | Dương Chính Tài                 |                              |
| 2004 | Tự thủy phù sinh 似水浮生                                     | Tôn Thiên Thuận                 |                              |
| 2004 | Đề tiếu nhân gian 啼笑因缘                                    | Thẩm Tan Huyền                  |                              |
| 2004 | Cực độ nguy cơ 极度危机                                       | Long Cường                      |                              |
| 2004 | Phượng Hoàng mê ảnh 凤凰迷影                                  | Tào Gia Thanh                   |                              |
| 2005 | Khi hôn nhân đi đến hồi kết 当婚姻走到尽头                    | 皮亚达                          |                              |
| 2005 | Đoàn kịch nữ 女子戏班                                         | Lão Hầu                         |                              |
| 2005 | Bến tàu lớn 大码头                                            | Trần Vân Hiên                   |                              |
| 2005 | Hồng sắc nương tử quân 红色娘子军                             | Nam Bá Thiên                    |                              |
| 2006 | 好好过日子                                                    | Lý Đạt                          |                              |
| 2006 | Khi hạnh phúc đến 幸福来了你就喊                              | Khoa trưởng Vương               |                              |
| 2006 | Cáo xanh 蓝狐                                                 | Ninh Phong                      |                              |
| 2006 | Người thợ vĩ đại 大工匠                                       | Lão Tiêu                        |                              |
| 2007 | Nữ hoàng tạp kỹ Hạ Cúc Hoa 杂技皇后夏菊花                     |                                 |                              |
| 2007 | Huyết hữu đa nùng 血有多浓                                    | Đường Thế Minh                  |                              |
| 2008 | Lời hứa của cha 父亲的诺言                                    | Cao Kiến Hoa                    |                              |
| 2008 | Tôi là mặt trời 我是太阳                                      | Quan Sơn Lâm                    |                              |
| 2008 | 采桑子之妻室儿女                                              |                                 |                              |
| 2008 | Thiên hạ huynh đệ 天下兄弟                                    | Lưu nhị ca                      |                              |
| 2008 | Bách niên vãng sự 百年往事                                    | Bành Hổ Thần                    |                              |
| 2008 | Sấm Quan Đông 2 闯关东2                                       | Giả Vân Hải                     |                              |
| 2008 | Chân tình bất miên 真情不眠                                   | Toàn Nhi Đà 全儿爹              |                              |
| 2009 | Lang yên Bắc Bình 狼烟北平                                    | Vân Tam                         |                              |
| 2009 | Hạnh phúc                                                     | La Chí Cương                    |                              |
| 2009 | Tân Bao Thanh Thiên - Thất hiệp ngũ nghĩa包青天之七侠五义     | Bao Mẫn                         |                              |
| 2009 | Nghi lễ quân đội 军礼                                         | Mã Khởi Nghĩa                   |                              |
| 2009 | Tân ngọc Quan âm 新玉观音                                     |                                 |                              |
| 2009 | Tìm ngày hạnh phúc 寻找幸福的日子                             | Hồng sư phụ                     |                              |
| 2010 | Cổ thôn nữ nhân 古村女人                                      | Lão Lương                       |                              |
| 2010 | Ám Hồng 1936 暗红1936                                         | Tề Bắc                          |                              |
| 2010 | Con của tôi, nhà của tôi 我的孩子我的家                       | Chú Lâm                         |                              |
| 2010 | Người phương bắc 北方汉子                                     | Vương Hoài Viễn                 |                              |
| 2011 | Phong hoa chinh mậu 风华正茂                                  | Mao Thuận Sinh                  |                              |
| 2011 | Sườn xám 旗袍                                                 | 关父                            |                              |
| 2011 | Sườn xám 旗袍旗袍                                             | Chư tiên sinh                   |                              |
| 2011 | Võ Tắc Thiên Bí Sử                                            | Thượng Quan Nghi                |                              |
| 2012 | Quang vinh đại địa 光荣大地                                   | Lai Lạc                         |                              |
| 2012 | Tân Ô Long sơn tiễu phỉ ký 新乌龙山剿匪记                     | Điền đại bảng                   |                              |
| 2012 | Độc lập tổng đội 独立纵队                                     | Tống Hưng Võ                    |                              |
| 2012 | Truyền kỳ về bà tôi 我的传奇老婆                              | Tiêu Quốc Tông                  |                              |
| 2012 | 第九个寡妇                                                    | Tôn Hoài Thanh                  |                              |
| 2012 | Dương Thiện Châu 杨善洲                                       | Dương Thiện Châu                |                              |
| 2013 | Người mẹ tuyệt vời của tôi 我的极品老妈                       | Bàng Kiến Quốc                  |                              |
| 2013 | Em là ngày nắng của anh 你是我的艳阳天                        |                                 |                              |
| 2013 | Vượt qua bóng tối 暗渡                                        | Hồ Đức Phúc                     |                              |
| 2013 | Đại trạch môn 1912                                            | Bạch Dĩnh Vũ                    |                              |
| 2013 | Không thể không có nhà 不能没有家 \|\|Đào Phong Niên \|\|     |                                 |                              |
| 2013 | 有你才幸福                                                    | Khang lão sư                    |                              |
| 2014 | Tâm can bảo bối 心肝宝贝                                      | Bố Uông                         |                              |
| 2015 | Trại tạm giam 走进看守所                                      | Trình Đông Hải                  |                              |
| 2016 | Gìn giữ hôn nhân 守婚                                         | Lý Truyền Tường                 |                              |
| 2017 | Thủ hộ lệ nhân 守护丽人                                       | Trần Dược Tiến                  |                              |
| 2017 | Bạch Lộc Nguyên                                               | Chu tiên sinh                   |                              |
| 2017 | Năm ấy hoa nở trăng vừa tròn                                  | Chu Lão Tứ                      |                              |
| 2017 | 生逢灿烂的日子                                                | Lão Bá                          |                              |
| 2018 | Dạ thiên tử                                                   | Hạ lão Đa                       |                              |
| 2018 | Thiên Khanh Ưng Liệp                                          | Lão đồng cẩu tử                 |                              |
| 2018 | Tương Dạ                                                      | Trần Mỗ , quan chủ Tri Thủ quan |                              |
| 2019 | Mây khói chuyện cũ 往事云烟                                   | Thường Tư Gia                   |                              |
| 2019 | Cảnh quan Vương Khoái Lạc 警官王快乐                          |                                 |                              |
| 2019 | 进错门的女人                                                  | Lưu Trường Sinh                 |                              |
| 2019 | Gặp gỡ hạnh phúc                                              | Chấn Kiến Quốc                  |                              |
| 2019 | Không thể che giấu mặt trời 掩不住的阳光                      | Tăng Thiện                      |                              |
| 2020 | Viện dưỡng lão hạnh phúc 幸福院                               | -{于}-老乐                      | Vai trò: Giám đốc nghệ thuật |
| 2020 | Dông tứ bài lâu đông 东四牌楼东                               | Giải Thần Trù                   | cameo                        |
| 2020 | Cốc Văn Xương 谷文昌                                          | Cốc Văn Xương                   |                              |
| 2020 | Tái thượng phong vân ký 塞上风云记                            | Cù đại trạch                    |                              |
| 2020 | Thập Sát Hải                                                  | Bành Vi Thiên                   |                              |
| 2020 | Chiến mã rực lửa 烈火战马                                     |                                 |                              |
| 2021 | Ba người nhà Ôn Châu 温州三家人                               | Lâm Nhất Sơn                    |                              |
| 2021 | Nhất tiễn phương hoa 一剪芳华                                 | Tô Kính An                      |                              |
| 2021 | Tuyết trung hãn đao hành                                      | Lý Nghĩa Sơn                    |                              |
| 2022 | Đông ấm một gia đình 冬奥一家人                               | Trình Nhất Phàm                 |                              |
| 2022 | Gió xuân bên bờ Giang Nam xanh 春风又绿江南岸                 | Lâm Chí Vĩ                      |                              |
| 2022 | Lộc Sơn chi ca 麓山之歌                                       | 郦養正                          |                              |

## Giải thưởng
| Giải điện ảnh Kim Kê          |                                   |                    |           |
| Năm                           | Hạng mục                          | Tác phẩm           | Kết quả   |
| 1997                          | Nam diễn viên chính xuất sắc nhất | Ngày rời Lôi Phong | Đoạt giải |
| 2002                          | Nam diễn viên chính xuất sắc nhất | Cây vĩ cầm vàng    | Đề cử     |
| 2007                          | Nam diễn viên chính xuất sắc nhất | 5 viên đạn         | Đề cử     |
| Giải thưởng điện ảnh Hoa Biểu |                                   |                    |           |
| Năm                           | Hạng mục                          | Tác phẩm           | Kết quả   |
| 1997                          | Diễn viên xuất sắc                | Ngày rời Lôi Phong | Đoạt giải |
| 2003                          | Diễn viên xuất sắc                | Cây vĩ cầm vàng    | Đoạt giải |

### Giải thưởng khác
| Năm  | Tác phẩm                | Chương trình                                                      | Giải thưởng                                                                      | Kết quả   | Ghi chú |
| ---- | ----------------------- | ----------------------------------------------------------------- | -------------------------------------------------------------------------------- | --------- | ------- |
| 1997 | Ngày rời Lôi Phong      | Hiệp hội nghệ thuật biểu diễn điện ảnh Trung Quốc lần thứ 6       | Phượng Hoàng vàng                                                                | Đoạt giải |         |
| 1997 | Ngày rời Lôi Phong      | Giải phê bình phim Thượng Hải lần thứ 7                           | Nam diễn viên xuất sắc                                                           | Đoạt giải |         |
| 2003 | Cây vĩ cầm vàng         | Liên hoan phim quốc tế San Sebastian Tây Ban Nha lần thứ 51       | Nam diễn viên xuất sắc                                                           | Đoạt giải |         |
| 2008 | 5 viên đạn              | Liên hoan phim Trường Xuân lần thứ 9                              | Giải Hươu vàng cho Nam diễn viên chính xuất sắc nhất                             | Đề cử     |         |
| 2008 | Đại trạch môn           | Liên hoan truyền hình Thượng Hải lần thứ 14                       | Giải Magnolia cho Nam diễn viên chính xuất sắc nhất                              | Đề cử     |         |
| 2013 | Cổ thôn nữ nhân         | Giải thưởng Xuân Nhạn điện ảnh và truyền hình Bắc Kinh lần thứ 17 | Nam diễn viên phụ xuất sắc nhất                                                  | Đoạt giải |         |
| 2016 | Vua Thượng Hải          | Liên hoan phim quốc tế Macau lần thứ 8                            | Giải Nam diễn viên phụ xuất sắc nhất                                             | Đoạt giải |         |
| 2017 | Long chi chiến (龙之战) | Liên hoan phim quốc tế Thượng Hải lần thứ 20                      | Movie Channel Media Awards - Giải Nam diễn viên được truyền thông chú trọng nhất | Đoạt giải |         |